# Polybius (videogioco)

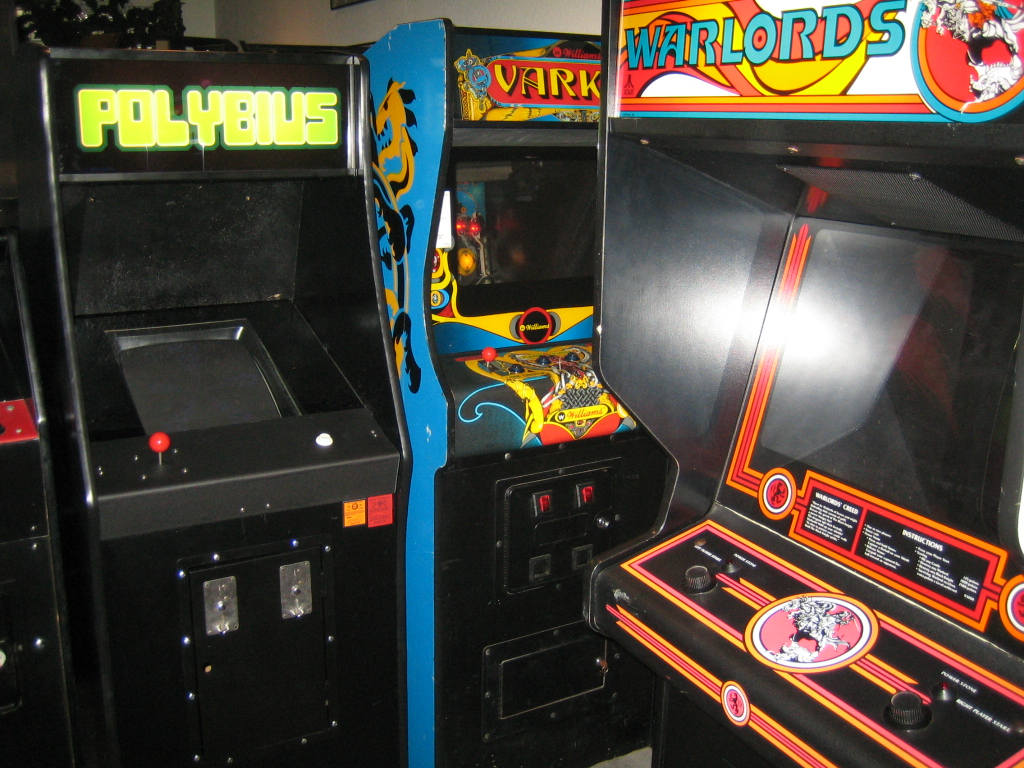
Ricostruzione della cabina del videogioco

Polybius è un ipotetico videogioco arcade sviluppato da una presunta casa tedesca chiamata Sinneslöschen. Polybius è protagonista di una leggenda metropolitana secondo la quale i giocatori sarebbero stati colti da disturbi psichici di vario tipo quali amnesia, incubi notturni e perdita di interesse in altri videogiochi. Circa un mese dopo la sua presunta distribuzione, avvenuta nel 1981, tutte le cabine sarebbero scomparse senza lasciare alcuna traccia. Ad oggi non esiste alcuna prova concreta che il videogioco sia realmente esistito.
Polybius prende il nome dallo storico greco antico Polibio noto per le sue affermazioni sul fatto che gli storici non dovrebbero mai narrare avvenimenti che non possano essere verificati con fonti e testimonianze e per l'invenzione di un sistema crittografico denominato Scacchiera di Polibio.

## Storia
La prima fonte documentata riguardante il gioco è rappresentata da un contributo anonimo inserito sul sito coinop.org il 3 agosto 1998, in cui vengono menzionati il nome Polybius, il fatto che sia stato distribuito a Portland nell'Oregon e che nella schermata iniziale recasse la scritta "© 1981 Sinneslöschen".
La leggenda narra di un nuovo gioco installato in varie sale nella periferia della città e descritto come estremamente popolare, fino al punto di provocare dipendenza e di formare lunghe code per poterlo provare causando, talvolta, delle risse. Si racconta, inoltre, che le macchine venissero occasionalmente visitate da uomini in nero intenti a raccoglierne i dati e a testarne gli effetti stupefacenti. Dopo alcune partite, infatti, i giocatori manifestavano episodi di amnesia, insonnia, stress e incubi notturni. Inoltre, in alcuni casi, i giocatori smettevano di provare divertimento per qualsiasi altro videogame. La compagnia nominata nei presunti crediti del gioco era la Sinneslöschen (parola tedesca composta che significa "cancella-mente").
Il programmatore Patrick Kellogg ritiene che chi afferma di aver visto Polybius o averci giocato potrebbe in realtà ricordare il videogioco Cube Quest, uno sparatutto giocato da laserdisc uscito nelle sale giochi nel 1983. Kellogg descrive la sua grafica come "rivoluzionaria" e molto più avanzata dello standard per i giochi di quei tempi. Sostiene che i frequenti guasti sono tipici dei giochi su laserdisc, e che per questo motivo, Cube Quest fosse spesso tolto dalle sale giochi.
Il professor Judd Ruggill, dell'Università dell'Arizona, ha proposto Tempest come influenza per la leggenda. Tempest è un videogioco geometrico astratto che richiede un'intensa concentrazione e fu ispirato dagli incubi del suo creatore. Anche altri cronisti ritengono che la leggenda metropolitana sia scaturita dalla vicenda che narra di una prima versione di Tempest responsabile di epilessia fotosensibile, chinetosi e vertigini.

## Testimonianze
L'autore dell'articolo del 1998 inserito su coinop.org rivendica il possesso di uno screenshot del gioco, ma questo non fu mai autenticato da una fonte attendibile. Informazioni controverse sono circolate anche per il genere: su coinop.org si afferma che sia "dall'apparenza strana, astratto con elementi da puzzle game combinati ad un'azione veloce", altri lo descrivono come un action game in tema fantascientifico. Alcuni invece lo descrivono come uno sparatutto misto a un puzzle game per via della presenza di labirinti all'interno del gioco.
Polybius attirò l'attenzione del pubblico quando nel settembre 2003, venne citato in un articolo della rivista GamePro Magazine chiamato "Secrets and Lies" (segreti e bugie) nel quale si affermava che le prove dell'esistenza del gioco fossero "inconcludenti". Il sito Snopes.com nel 2007 ridimensionò la leggenda escludendo l'esistenza di un gioco capace di provocare effetti come amnesia e incubi e di un gruppo di "uomini in nero" che raccoglievano periodicamente i dati che le cabine registravano. Si ipotizzò inoltre che tale storia fosse stata ideata ingigantendo alcune voci che affermavano la memorizzazione, da parte dell'Intelligence statunitense, dei punteggi record di giochi come Space Invaders, Asteroids e Defender.
Nel 2011 venne rinvenuta una possibile macchina di Polybius a Newport, nell'Oregon. Uno sconosciuto disse che il gioco era riconoscibile dal nome presente sul lato scritto con uno stile simile a quello di Pac-man. Secondo le testimonianze, la cabina sparì poco tempo dopo che la sua esistenza era stata rivelata.

### Steven Roach
Il 26 aprile 2006, Duane Weatherall del sito Gamepulse.co.uk (ora Bitparade.co.uk) intervistò un certo Steven Roach, il quale poche settimane prima aveva commentato la pagina di Polybius su coinop.org affermando di aver lavorato intorno al 1980, per conto della Sinneslöschen, in un'impresa sudamericana per lo sviluppo di un videogioco con una grafica innovativa (probabilmente vettoriale). Il gioco venne ideato per essere molto coinvolgente, ma gli sviluppatori, commettendo un errore nei disegni, lo resero pericoloso e capace di provocare epilessie. Il prodotto venne quindi ritirato dal commercio, con conseguente totale cancellazione del codice di programmazione e licenziamento dei dipendenti della Sinneslöschen.

## Polybius nella cultura di massa
- Polybius viene mostrato in una scena dell'episodio de I Simpson trasmesso il 24 settembre 2006 intitolato Homer, ti prego, non li martellare: in una sala giochi piena di vecchi videogame degli anni settanta e ottanta, si vede sullo sfondo una cabina di Polybius che riporta ironicamente la dicitura "property of U.S. Government" (proprietà del governo degli Stati Uniti).[14]
- La leggenda di Polybius ha attirato l'attenzione di molti fan, i quali hanno cercato di riprodurre il gioco sulla base delle poche e confuse informazioni a disposizione. Per fare ciò, è stato ricreato il sito della Sinneslöschen da cui è possibile scaricare un'ipotetica ricostruzione del programma.[15]
- Nell'albo 341 del fumetto italiano Dylan Dog, intitolato Al servizio del caos, il videogioco è chiaramente visibile in una tavola che raffigura l'interno della casa di Marcus Irvine. Il personaggio, peraltro, è modellato sulle fattezze del fumettista Alan Moore.[16]
- Il 9 maggio 2017, Jeff Minter ha rilasciato uno sparatutto per PlayStation 4 chiamato Polybius, con grafica psichedelica e il supporto opzionale del visore PlayStation VR e dei televisori 3D. Poco dopo l'uscita del gioco, Jeff Minter ha annunciato la futura uscita di una versione per Windows. Il video musicale "Less Than", della band industrial metal Nine Inch Nails, è incentrato su una versione per PC (uscita nel 2018) di questo gioco, con effetti e scritte configurabili dall'utente.
- Nel Videogioco di Stranger Things, rilasciato su Android e iOS, si può trovare un easter egg riguardo Polybius, infatti nel gioco all'interno del cinema Hawk si può notare un cabinato con scritto Polybius.
- Nel film del 2018 Summer of '84, ambientato appunto nel 1984, è possibile vedere un cabinato Polybius nella scena che si svolge all'interno della sala da bowling della cittadina.
- Il quarto episodio della serie televisiva Dimension 404, chiamato per l'appunto Polybius, dà una diversa interpretazione della leggenda metropolitana.
- Si intravede anche nel ventunesimo episodio della prima stagione della serie televisiva The Goldbergs.[17]
- Un cabinet con il marquee "Polybius" si intravede nella quinta puntata della prima stagione della serie televisiva Loki.
- Un cabinato di Polybius è visibile nella seconda puntata della prima stagione della serie TV d'animazione prodotta per Netflix Inside Job.
- Polybius viene citato nel romanzo Armada di Ernest Cline.
- Polybius viene raccontato nel numero 7 della rubrica Scottecs Gigazine da Kenobisboch.
- Polybius è una traccia presente nell'album Ghosted della metal band Trick or Treat.